# Herbier Philippar - de Boucheman
Pour les articles homonymes, voir Philippar.
L'herbier Philippar - de Boucheman est un herbier de 12 000 espèces réparties en 191 paquets, établi au XIXe siècle et recensant les plantes provenant de plusieurs endroits, dont les pépinières et le potager de Trianon. Lancé en 1837 à l'initiative de François Haken Philippar, il est complété à partir de 1849 par Eugène de Boucheman.
Propriété de l'association des naturalistes des Yvelines issue de la société versaillaise des sciences naturelles, l'herbier est en dépôt auprès de l'établissement public du château, du musée et du domaine national de Versailles depuis 2010.